# Vouthon
Vouthon (Volton en occitan) est une commune du Sud-Ouest de la France, située dans le département de la Charente (région Nouvelle-Aquitaine).

## Géographie

### Localisation et accès
Vouthon est une commune de l'est du département de la Charente proche de celui de la Dordogne, située 24 km à l'est d'Angoulême et 3 km à l'ouest de Montbron, dans la vallée de la Tardoire.
Le bourg de Vouthon est aussi à 7 km au nord de Marthon, 8 km à l'est de Pranzac et  Chazelles, et 10 km au sud-est de La Rochefoucauld.
La route principale de la commune est la D 699, route d'Angoulême à Montbron, qui passe au bourg. Celui-ci est aussi desservi par la D 108, petite route qui relie Saint-Germain-de-Montbron au sud à la D 6 en limite nord de la commune, route de Montbron à La Rochefoucauld qui longe la rive droite de la Tardoire.

### Hameaux et lieux-dits
Le hameau le plus important de la commune est la Chaise, situé à l'ouest du bourg sur la D 699 en direction d'Angoulême.

### Communes limitrophes
Les communes limitrophes sont  Marthon, Montbron, Moulins-sur-Tardoire, Saint-Germain-de-Montbron et Saint-Sornin.
|                           | Saint-Sornin |          |
| Moulins-sur-Tardoire      | Vouthon      | Montbron |
| Saint-Germain-de-Montbron | Marthon      |          |

### Géologie et relief
La commune est constituée de terrains des étages calcaires jurassiques inférieur et moyen (Bajocien), et par du tertiaire : colluvions sur les versants, sable argileux. Le nord de la vallée de la Tardoire est occupé par des formations en terrasses (Pléistocène) et d'argiles à galets. Le lit de la vallée est occupé par des dépôts du quaternaire post-glaciaire : sables fins à petits galets quartzeux ou calcaires,,.
Des mines de fer ont existé,.
Le relief d'une grande partie sud de la commune est celui d'un bas plateau d'une altitude moyenne de 120 m, avec quelques hauteurs au sud et à l'est, et qui se termine au nord par la vallée de la Tardoire, dont le bord sud est peu marqué. Sa rive droite est plus abrupte. Le point culminant de la commune est à une altitude de 171 m, situé en limite sud. Le point le plus bas est à 94 m, situé le long de la Tardoire au nord-ouest. Le bourg est à 101 m d'altitude.

### Hydrographie

#### Réseau hydrographique
La commune est située dans le bassin versant de la Charente au sein du Bassin Adour-Garonne. Elle est drainée par la Tardoire et par un petit cours d'eau, qui constituent un réseau hydrographique de 4 km de longueur totale,.
La Tardoire, sous-affluent de la Charente rive gauche, traverse le nord de la commune d'est en ouest et passe en bas du village, construit sur sa rive gauche. En raison de la nature karstique du sol, aucun autre cours d'eau ne traverse la commune.

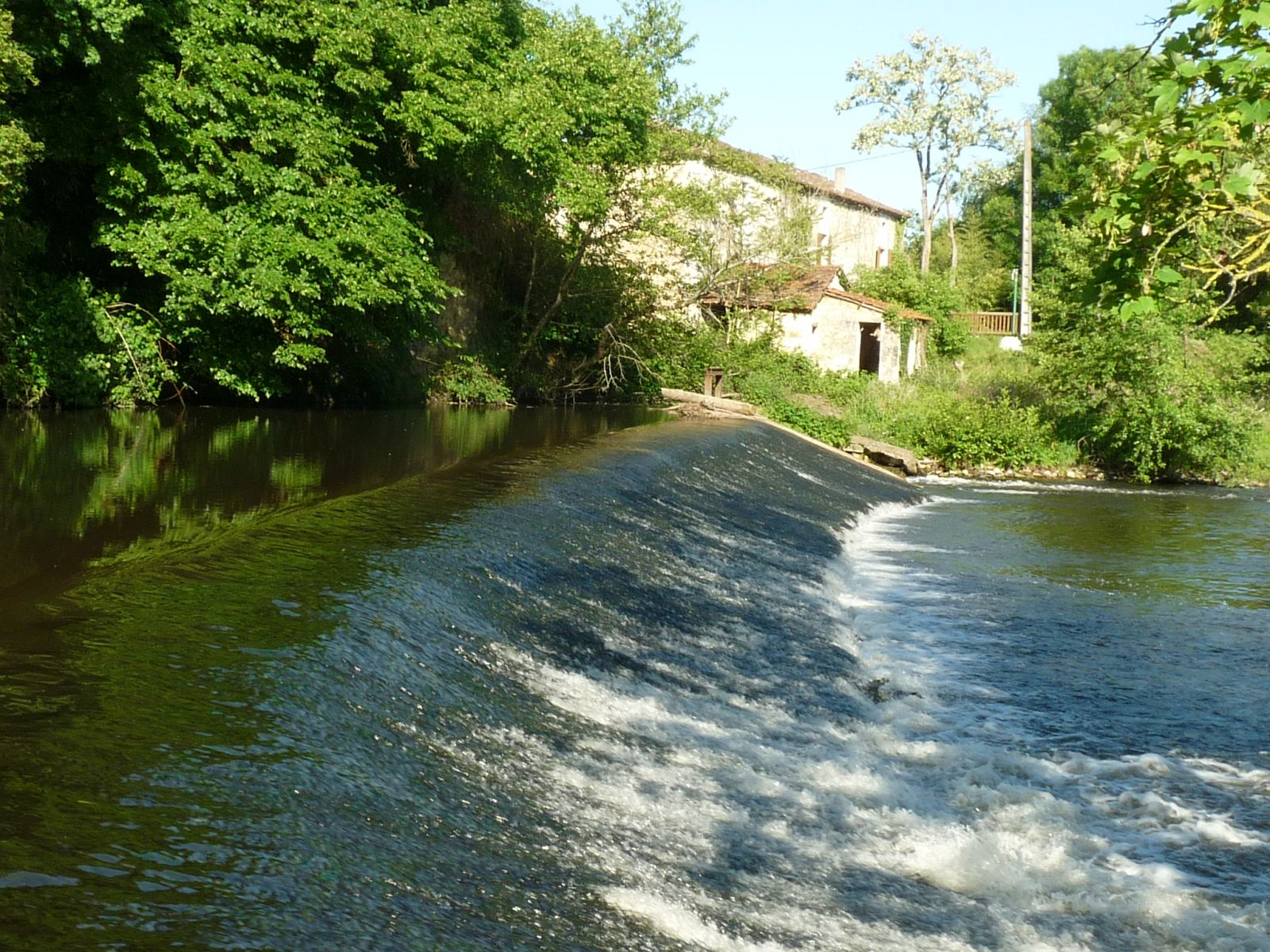
La Tardoire à Lachaise.
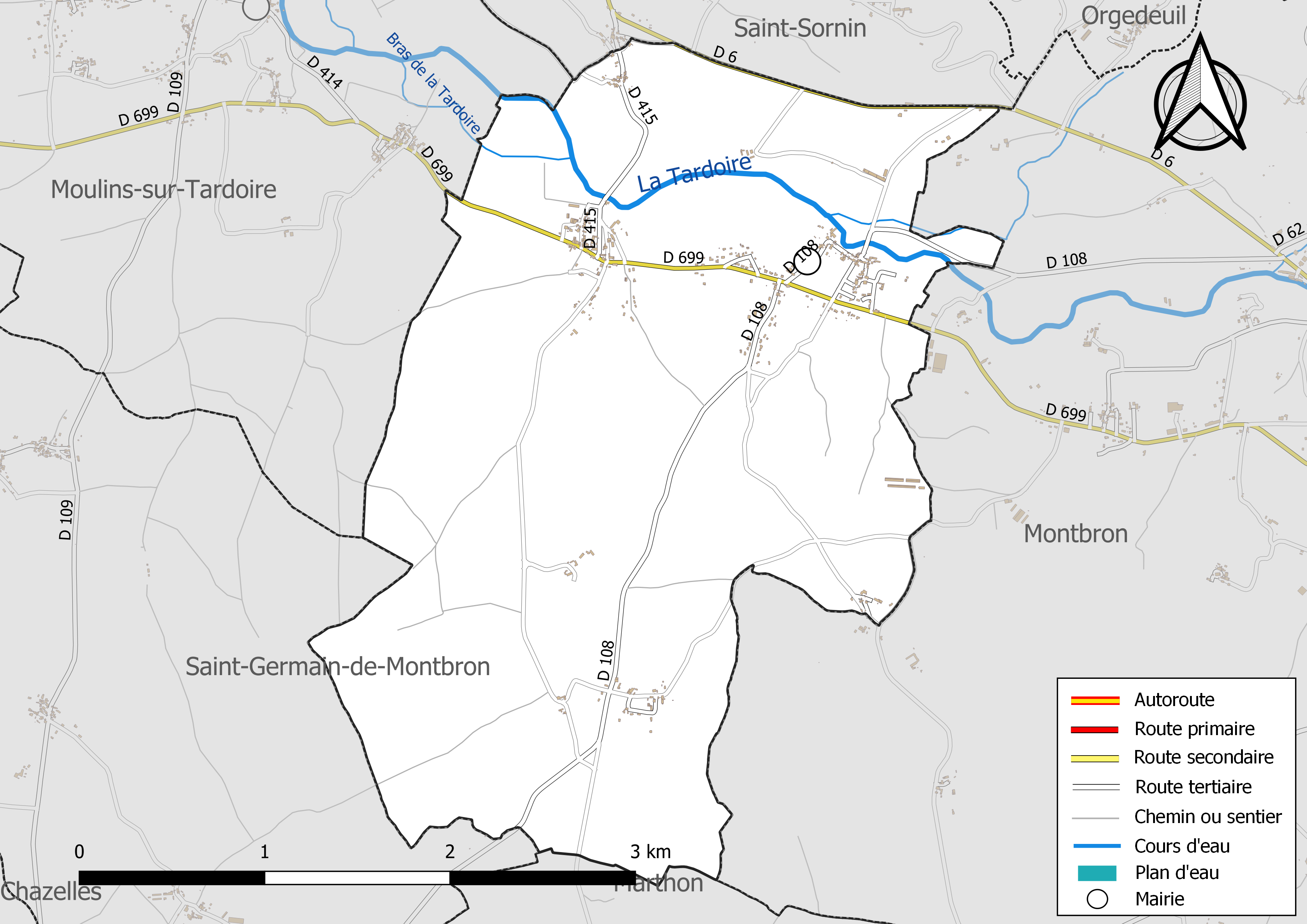
Réseaux hydrographique et routier de Vouthon

#### Gestion des eaux
Le territoire communal est couvert par le schéma d'aménagement et de gestion des eaux (SAGE) « Charente ». Ce document de planification, dont le territoire correspond au bassin de la Charente, d'une superficie de 9 300 km2, a été approuvé le 19 novembre 2019. La structure porteuse de l'élaboration et de la mise en œuvre est l'établissement public territorial de bassin Charente. Il définit sur son territoire les objectifs généraux d’utilisation, de mise en valeur et de protection quantitative et qualitative des ressources en eau superficielle et souterraine, en respect des objectifs de qualité définis dans le troisième SDAGE  du Bassin Adour-Garonne qui couvre la période 2022-2027, approuvé le 10 mars 2022.

### Climat
Comme dans les trois quarts sud et ouest du département, le climat est océanique aquitain.

## Urbanisme

### Typologie
Au 1er janvier 2024, Vouthon est catégorisée commune rurale à habitat dispersé, selon la nouvelle grille communale de densité à 7 niveaux définie par l'Insee en 2022.
Elle est située hors unité urbaine. Par ailleurs la commune fait partie de l'aire d'attraction d'Angoulême, dont elle est une commune de la couronne,. Cette aire, qui regroupe 94 communes, est catégorisée dans les aires de 50 000 à moins de 200 000 habitants,.

### Occupation des sols
L'occupation des sols de la commune, telle qu'elle ressort de la base de données européenne d’occupation biophysique des sols Corine Land Cover (CLC), est marquée par l'importance des territoires agricoles (67,9 % en 2018), une proportion sensiblement équivalente à celle de 1990 (68 %). La répartition détaillée en 2018 est la suivante : 
terres arables (29,4 %), forêts (28,8 %), zones agricoles hétérogènes (19,6 %), prairies (18,1 %), zones urbanisées (3,2 %), cultures permanentes (0,8 %). L'évolution de l’occupation des sols de la commune et de ses infrastructures peut être observée sur les différentes représentations cartographiques du territoire : la carte de Cassini (XVIIIe siècle), la carte d'état-major (1820-1866) et les cartes ou photos aériennes de l'IGN pour la période actuelle (1950 à aujourd'hui).

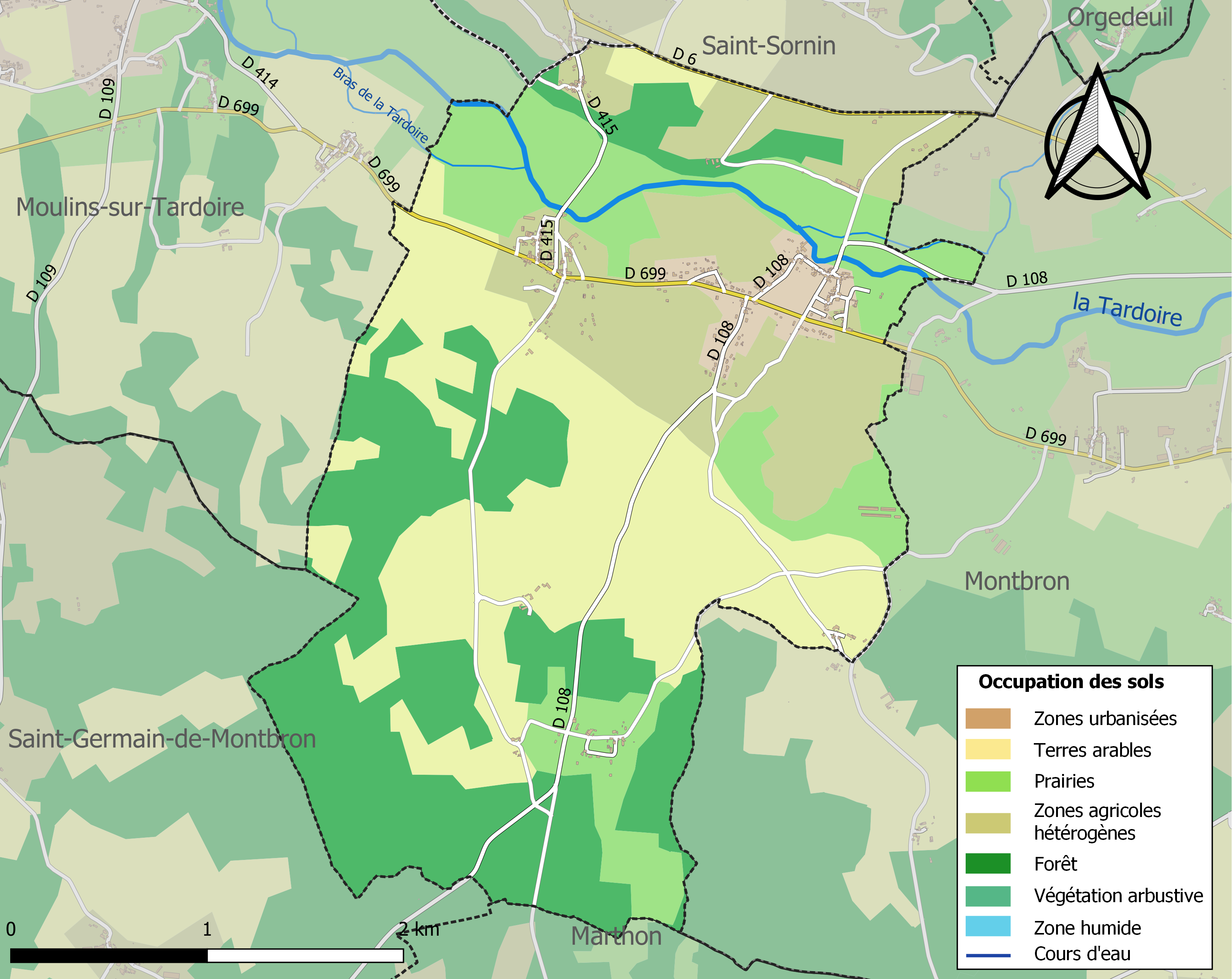
Carte des infrastructures et de l'occupation des sols de la commune en 2018 (CLC).

### Risques majeurs
Le territoire de la commune de Vouthon est vulnérable à différents aléas naturels : météorologiques (tempête, orage, neige, grand froid, canicule ou sécheresse), inondations, mouvements de terrains et séisme (sismicité faible). Il est également exposé à un risque technologique,  le transport de matières dangereuses. Un site publié par le BRGM permet d'évaluer simplement et rapidement les risques d'un bien localisé soit par son adresse soit par le numéro de sa parcelle.

#### Risques naturels
Certaines parties du territoire communal sont susceptibles d’être affectées par le risque d’inondation par débordement de cours d'eau, notamment la Tardoire. La commune a été reconnue en état de catastrophe naturelle au titre des dommages causés par les inondations et coulées de boue survenues en 1982, 1983 et 1999,.

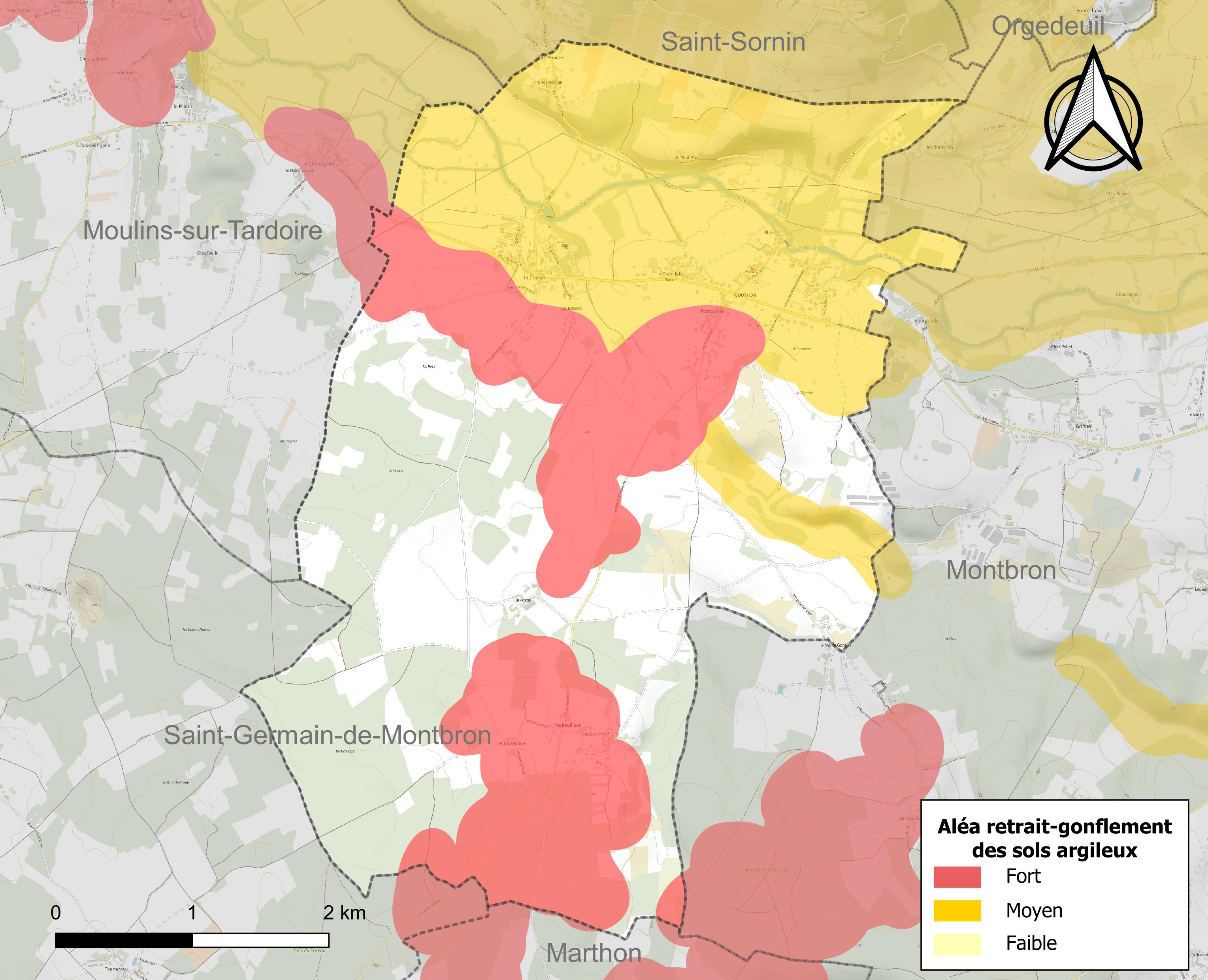
Carte des zones d'aléa retrait-gonflement des sols argileux de Vouthon.

Les mouvements de terrains susceptibles de se produire sur la commune sont des affaissements et effondrements liés aux cavités souterraines (hors mines). Par ailleurs, afin de mieux appréhender le risque d’affaissement de terrain, l'inventaire national des cavités souterraines permet de localiser celles situées sur la commune.
Le retrait-gonflement des sols argileux est susceptible d'engendrer des dommages importants aux bâtiments en cas d’alternance de périodes de sécheresse et de pluie. 57,9 % de la superficie communale est en aléa moyen ou fort (67,4 % au niveau départemental et 48,5 % au niveau national). Sur les 208 bâtiments dénombrés sur la commune en 2019,  197 sont en aléa moyen ou fort, soit 95 %, à comparer aux 81 % au niveau départemental et 54 % au niveau national. Une cartographie de l'exposition du territoire national au retrait gonflement des sols argileux est disponible sur le site du BRGM,.
Par ailleurs, afin de mieux appréhender le risque d’affaissement de terrain, l'inventaire national des cavités souterraines permet de localiser celles situées sur la commune.
Concernant les mouvements de terrains, la commune a été reconnue en état de catastrophe naturelle au titre des dommages causés par la sécheresse en 2011 et par des mouvements de terrain en 1999.

#### Risques technologiques
Le risque de transport de matières dangereuses sur la commune est lié à sa traversée par une ou des infrastructures routières ou ferroviaires importantes ou la présence d'une canalisation de transport d'hydrocarbures. Un accident se produisant sur de telles infrastructures est susceptible d’avoir des effets graves sur les biens, les personnes ou l'environnement, selon la nature du matériau transporté. Des dispositions d’urbanisme peuvent être préconisées en conséquence.

## Toponymie
Le nom est attesté sous la forme ancienne Vultone (non datée, Moyen Âge).
L'origine du nom de Vouthon remonterait à un nom de personne gaulois Voltu- avec suffixe -onem, ce qui correspondrait à Voltone,,.
Le nom de la paroisse était orthographié Vouton en 1750 sur la carte de Cassini.

### Dialecte
La commune est dans la partie occitane de la Charente qui en occupe le tiers oriental, et le dialecte est limousin.  Elle se nomme Volton en occitan.

## Histoire

### Antiquité
L'homme de Néandertal a résidé dans les abris sous roche de la Chaise. Plusieurs squelettes y ont été trouvés, mais pas de sépultures.
Des vestiges romains ont aussi été retrouvés sur la commune : tegulae, fragments de murs, monnaies, principalement près de la Chaise (Bagol, champ en limite de Vilhonneur...). Le chemin des Anglais, voie antique entre Saintes et Limoges par Angoulême, passait par Vilhonneur et 500 m au nord de la commune.

### Moyen Âge et Ancien Régime
Au cours du Moyen Âge, Vouthon se trouvait, comme Montbron, sur un itinéraire secondaire est-ouest fréquenté par les pèlerins qui allaient au sanctuaire de Saint-Jacques-de-Compostelle et aux reliques de saint Eutrope à Saintes.
On trouve à Vouthon une ancienne commanderie des Templiers et dont faisait partie l'église Saint-Martin. C'est une des plus anciennes de la région. Les noms de certains commandeurs nous sont parvenus : frère Odebert Bordoil en 1239, frère Foulques de Saint-Michel, précepteur d'Aquitaine en 1251 et 1252, frère Gaîhard en 1264 et frère Raymond de Mareuil de 1285 à 1290 (qui fut lieutenant du précepteur d'Aquitaine de 1285 à 1288).
Le donjon de la Chaise est le vestige d'un ancien château du XIe siècle qui a dû être détruit pendant la guerre de Cent Ans. Au XVIe siècle, le domaine de La Chaise appartenait à la famille de Corlieu, qui possédait également les terres de la Fenêtre et des Ombrais. En 1581, ces terres passèrent par mariage à la famille de La Croix, qui conserva le domaine de La Chaise jusqu'au milieu du XVIIIe siècle. Puis le domaine passa aux de Lambertye, puis en 1813 par mariage à Charles du Rousseau, marquis de Ferrières, à la famille du Rousseau de Ferrières qui le possédait encore au début du XXe siècle.

### Époque moderne
Au début du XXe siècle, l'industrie était représentée par le moulin de La Chaise, ainsi qu'une minoterie située au bourg de Vouthon (minoterie Guimard, dite aussi « moulin des Planches » ou de Vouthon),. Cette minoterie a remplacé à la fin du XIXe siècle l'ancien moulin à blé de la Chaise, qui a été lui aussi un moulin à huile de noix.
Pendant la première moitié du XXe siècle, la commune était desservie par la petite ligne ferroviaire d'intérêt local à voie métrique des Chemins de fer économiques des Charentes allant d'Angoulême à Roumazières par Montbron appelée le Petit Mairat.

## Administration
| Période                                  | Période  | Identité             | Étiquette | Qualité                          |
| ---------------------------------------- | -------- | -------------------- | --------- | -------------------------------- |
| Les données manquantes sont à compléter. |          |                      |           |                                  |
| 1900                                     | 1944     | Maurice de Ferrières |           |                                  |
| 1944                                     | 1945     | Louis Ringuet        |           |                                  |
| 1945                                     | 1959     | Adrien Bardoulat     |           |                                  |
| 1959                                     | 1983     | Raymond Degail       |           |                                  |
| 1983                                     | 1984     | Jean Chanlout        |           |                                  |
| 1985                                     | 2001     | Albert Philippe      |           | Retraité ingénieur IBM           |
| depuis 2001                              | 2020     | Jean-Paul Cailleteau | PS        | Responsable Centre médico-social |
| 2020                                     | En cours | Laurent Mandin       |           |                                  |

## Démographie

### Évolution démographique
L'évolution du nombre d'habitants est connue à travers les recensements de la population effectués dans la commune depuis 1793. Pour les communes de moins de 10 000 habitants, une enquête de recensement portant sur toute la population est réalisée tous les cinq ans, les populations de référence des années intermédiaires étant quant à elles estimées par interpolation ou extrapolation. Pour la commune, le premier recensement exhaustif entrant dans le cadre du nouveau dispositif a été réalisé en 2008.

En 2022, la commune comptait 408 habitants, en évolution de −4,45 % par rapport à 2016 (Charente : −0,48 %, France hors Mayotte : +2,11 %).
| 1793 | 1800 | 1806 | 1821 | 1831 | 1841 | 1846 | 1851 | 1856 |
| ---- | ---- | ---- | ---- | ---- | ---- | ---- | ---- | ---- |
| 422  | 458  | 470  | 559  | 539  | 543  | 505  | 518  | 509  |

| 1861 | 1866 | 1872 | 1876 | 1881 | 1886 | 1891 | 1896 | 1901 |
| ---- | ---- | ---- | ---- | ---- | ---- | ---- | ---- | ---- |
| 534  | 482  | 477  | 500  | 503  | 478  | 453  | 422  | 409  |

| 1906 | 1911 | 1921 | 1926 | 1931 | 1936 | 1946 | 1954 | 1962 |
| ---- | ---- | ---- | ---- | ---- | ---- | ---- | ---- | ---- |
| 404  | 401  | 362  | 340  | 321  | 305  | 296  | 292  | 326  |

| 1968 | 1975 | 1982 | 1990 | 1999 | 2006 | 2008 | 2013 | 2018 |
| ---- | ---- | ---- | ---- | ---- | ---- | ---- | ---- | ---- |
| 307  | 302  | 322  | 351  | 327  | 341  | 345  | 426  | 410  |

| 2022 | - | - | - | - | - | - | - | - |
| ---- | - | - | - | - | - | - | - | - |
| 408  | - | - | - | - | - | - | - | - |

### Pyramide des âges
La population de la commune est relativement âgée.
En 2018, le taux de personnes d'un âge inférieur à 30 ans s'élève à 26,3 %, soit en dessous de la moyenne départementale (30,2 %). À l'inverse, le taux de personnes d'âge supérieur à 60 ans est de 35,1 % la même année, alors qu'il est de 32,3 % au niveau départemental.
En 2018, la commune comptait 191 hommes pour 219 femmes, soit un taux de 53,41 % de femmes, légèrement supérieur au taux départemental (51,59 %).
Les pyramides des âges de la commune et du département s'établissent comme suit.
| Hommes | Classe d’âge | Femmes |
| ------ | ------------ | ------ |
| 0,5    | 90 ou +      | 0,0    |
| 10,5   | 75-89 ans    | 6,8    |
| 24,6   | 60-74 ans    | 27,9   |
| 18,8   | 45-59 ans    | 18,7   |
| 20,4   | 30-44 ans    | 19,2   |
| 8,9    | 15-29 ans    | 9,1    |
| 16,2   | 0-14 ans     | 18,3   |

| Hommes | Classe d’âge | Femmes |
| ------ | ------------ | ------ |
| 1      | 90 ou +      | 2,7    |
| 9,2    | 75-89 ans    | 12     |
| 20,6   | 60-74 ans    | 21,3   |
| 20,7   | 45-59 ans    | 20,3   |
| 16,8   | 30-44 ans    | 16     |
| 15,6   | 15-29 ans    | 13,4   |
| 16,1   | 0-14 ans     | 14,3   |

## Équipements, services et vie locale

### Enseignement
L'école est un RPI entre Saint-Sornin, et Vouthon. Saint-Sornin accueille l'école primaire, et Vouthon les écoles élémentaires. L'école publique de Vouthon, située près de la mairie, possède une classe. Le secteur du collège est Montbron.

## Lieux et monuments

### Patrimoine religieux
L'église paroissiale Saint-Martin est celle de la commanderie templière. Elle a été construite au XIIe siècle, avant de passer à l'ordre de Malte dont on peut encore voir la croix sur le parvis, avant d'être l'église paroissiale. Elle appartenait à l'archiprêtré d'Orgedeuil. Sa façade a subi des modifications durant la guerre de Cent Ans. L'église a été remaniée aux XVe siècle pour son chevet, XVIIe siècle pour son clocher, et XIXe siècle pour sa sacristie.
Sa cloche en bronze est datée de 1624 et porte l'inscription : « SIT NOMEN DOMINI BENEDICTUM, SANCTE MARTINE ». Elle est classée monument historique au titre objet depuis 1944.
Les bâtiments de la commanderie qui surplombent la Tardoire restent solides et imposants. Le logis qui avoisine le chevet de l'église est un bâtiment rectangulaire, dont la réfection de la toiture a supprimé les éléments défensifs crénelés.

L'église et commanderie Saint-Martin
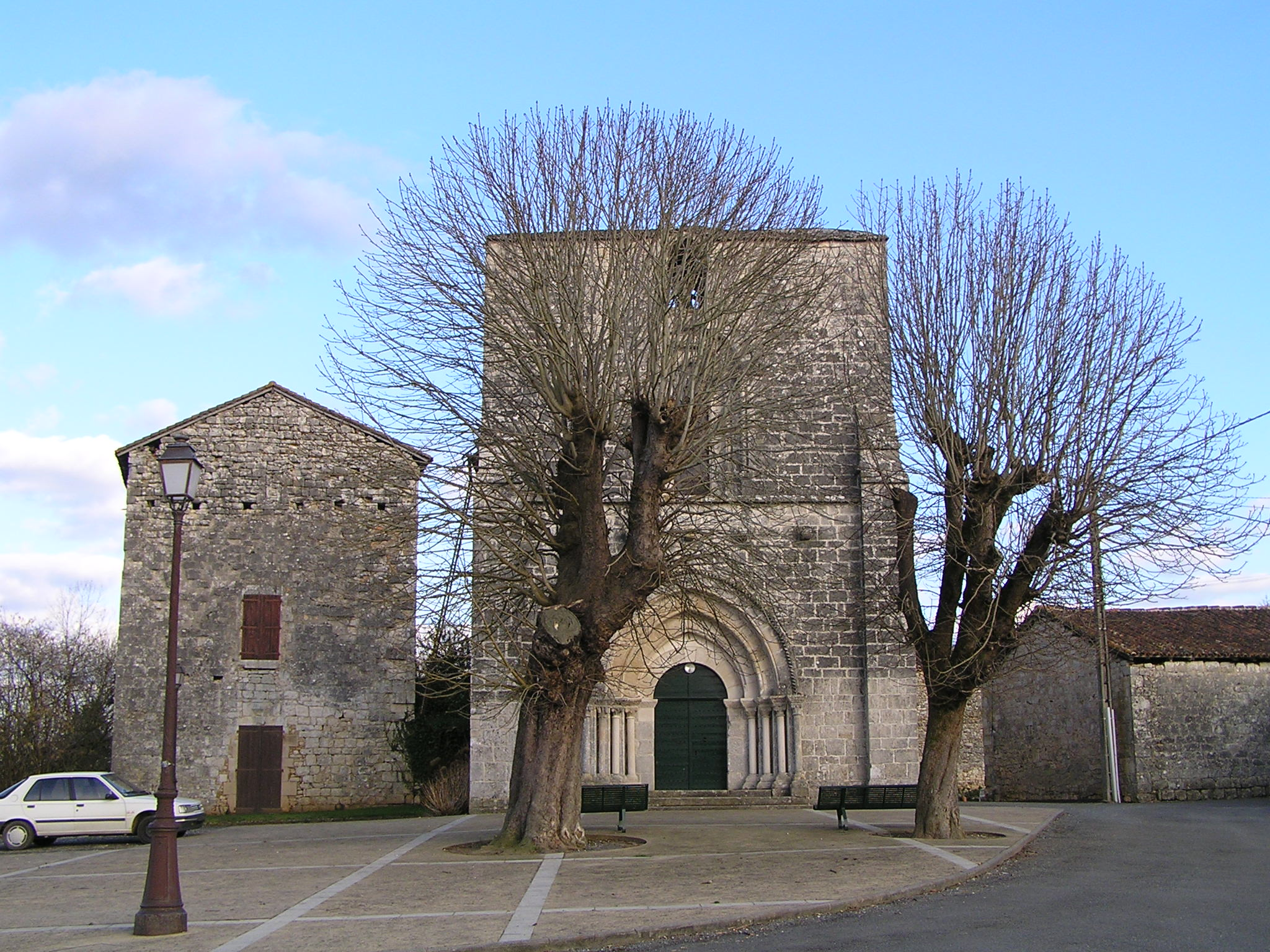
L'église et le bâtiment templier (à gauche).
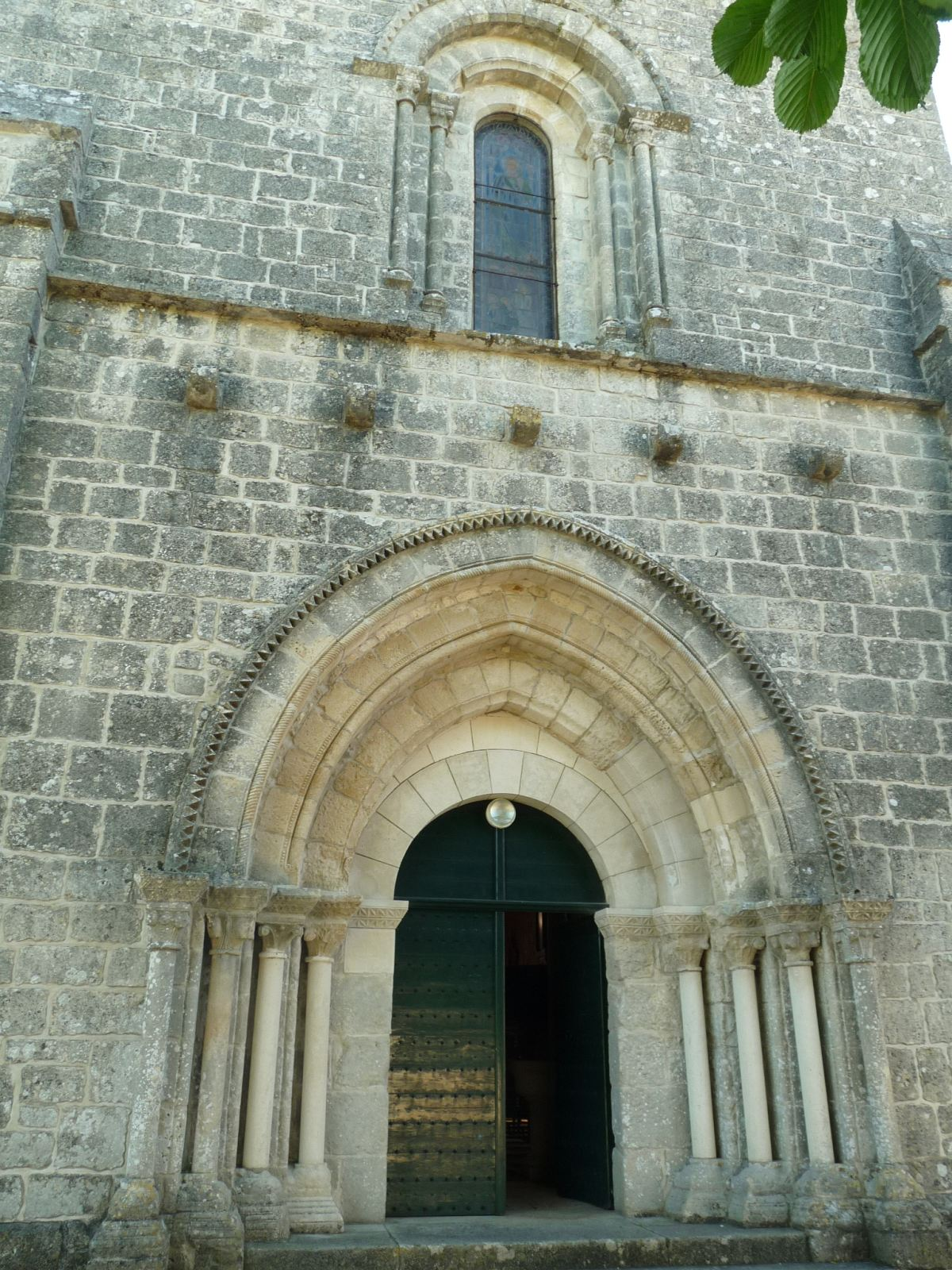
Le portail de l'église.
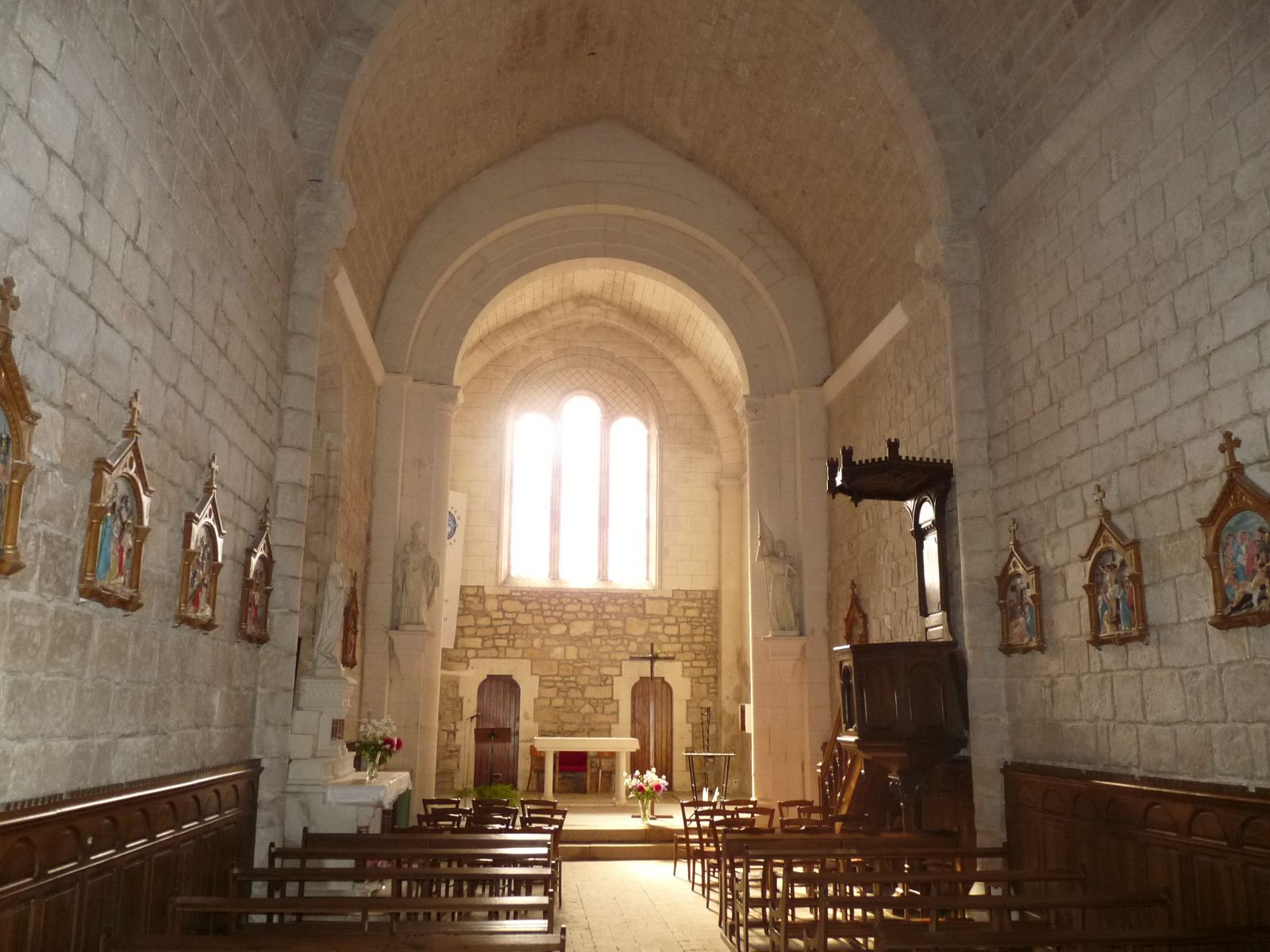
L'intérieur.
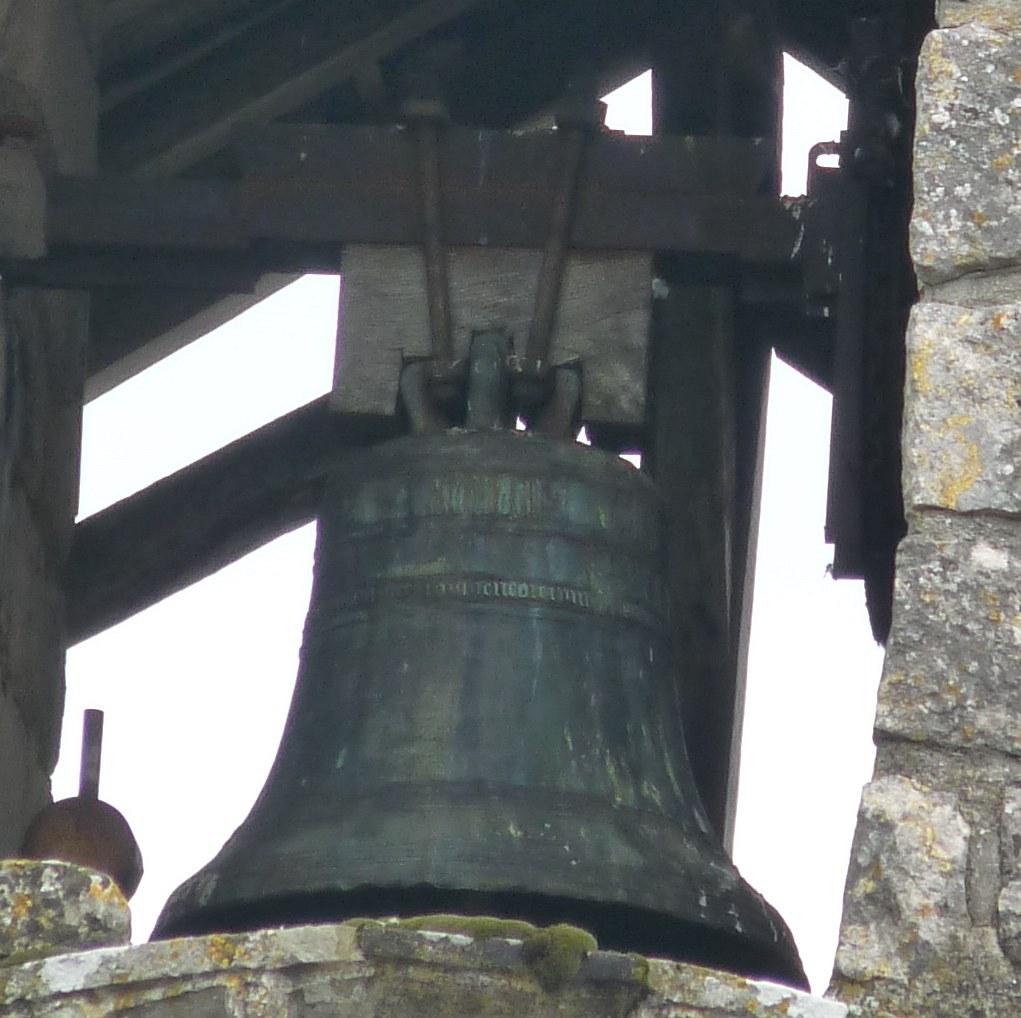
La cloche.

### Patrimoine civil
- La grotte de la Chaise, qui a livré des restes d'adultes et d'enfants néandertaliens.
- Le donjon de la Chaise, au lieu-dit la Garenne, est un édifice fortifié, un donjon carré qui a été édifié au XIe siècle sur un rocher percé de souterrains[7]. Il a été remanié aux XVe et XVIe siècles. Il a été inscrit monument historique le 8 juillet 1988[46]. Il n'est visible que de loin.

## Personnalités liées à la commune

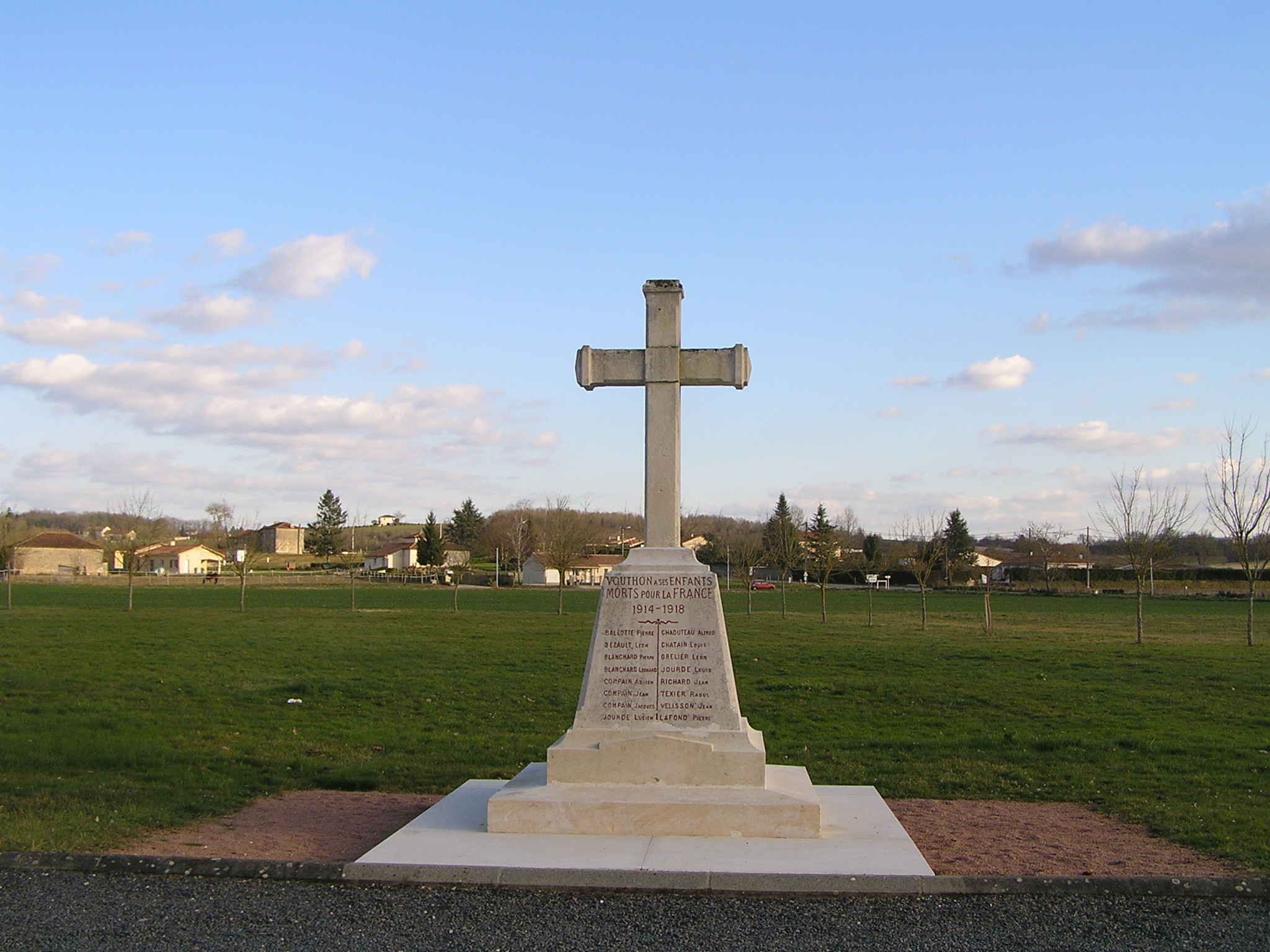
Le monument aux morts.

- Étienne Chérade (1663-1714), comte de Montbron et maire d'Angoulême, décédé dans sa maison noble du Petit Mas.
- En 1899, l'astronome Octave Callandreau (1852-1904), dont la famille est originaire de Vouthon (son arrière-grand-père Léonard Callandreau 1673-1734 y est né et décédé), y achète une maison qui sera sa résidence secondaire.